# Barbacenia gaveensis
Barbacenia gaveensis är en enhjärtbladig växtart som beskrevs av Goethart och Johannes Jan Theodoor Henrard. Barbacenia gaveensis ingår i släktet Barbacenia och familjen Velloziaceae. Inga underarter finns listade.